# Gran Premi d'Austràlia del 2014
El Gran Premi d'Austràlia de Fórmula 1 de la temporada 2014 es va disputar al circuit d'Albert Park, del 14 al 16 de març del 2014.

## Resultats de la qualificació
| Pos                  | No | Pilot             | Constructor          | Part 1   | Part 2   | Part 3   | Sortida |
| -------------------- | -- | ----------------- | -------------------- | -------- | -------- | -------- | ------- |
| 1                    | 44 | Lewis Hamilton    | Mercedes             | 1:31.699 | 1:42.890 | 1:44.231 | 1       |
| 2                    | 3  | Daniel Ricciardo  | Red Bull-Renault     | 1:30.775 | 1:42.295 | 1:44.548 | 2       |
| 3                    | 6  | Nico Rosberg      | Mercedes             | 1:32.564 | 1:42.264 | 1:44.595 | 3       |
| 4                    | 20 | Kevin Magnussen   | McLaren-Mercedes     | 1:30.949 | 1:43.247 | 1:45.745 | 4       |
| 5                    | 14 | Fernando Alonso   | Ferrari              | 1:31.388 | 1:42.805 | 1:45.819 | 5       |
| 6                    | 25 | Jean-Éric Vergne  | Toro Rosso-Renault   | 1:33.488 | 1:43.849 | 1:45.864 | 6       |
| 7                    | 27 | Nico Hülkenberg   | Force India-Mercedes | 1:33.893 | 1:43.658 | 1:46.030 | 7       |
| 8                    | 26 | Daniïl Kviat      | Toro Rosso-Renault   | 1:33.777 | 1:44.331 | 1:47.368 | 8       |
| 9                    | 19 | Felipe Massa      | Williams-Renault     | 1:31.228 | 1:44.242 | 1:48.079 | 9       |
| 10                   | 77 | Valtteri Bottas   | Williams-Renault     | 1:31.601 | 1:43.852 | 1:48.147 | 15 1    |
| 11                   | 22 | Jenson Button     | McLaren-Mercedes     | 1:31.396 | 1:44.437 |          | 10      |
| 12                   | 7  | Kimi Räikkönen    | Ferrari              | 1:32.439 | 1:44.494 |          | 11      |
| 13                   | 1  | Sebastian Vettel  | Red Bull-Renault     | 1:31.931 | 1:44.668 |          | 12      |
| 14                   | 99 | Adrian Sutil      | Sauber-Ferrari       | 1:33.673 | 1:45.655 |          | 13      |
| 15                   | 10 | Kamui Kobayashi   | Caterham-Renault     | 1:34.274 | 1:45.867 |          | 14      |
| 16                   | 11 | Sergio Pérez      | Force India-Mercedes | 1:34.141 | 1:47.293 |          | 16      |
| 17                   | 4  | Max Chilton       | Marussia-Ferrari     | 1:34.293 |          |          | 17      |
| 18                   | 17 | Jules Bianchi     | Marussia-Ferrari     | 1:34.794 |          |          | 18      |
| 19                   | 21 | Esteban Gutiérrez | Sauber-Ferrari       | 1:35.117 |          |          | 21 2    |
| 20                   | 9  | Marcus Ericsson   | Caterham-Renault     | 1:35.157 |          |          | 19      |
| 21                   | 8  | Romain Grosjean   | Lotus-Renault        | 1:36.993 |          |          | P.L.3   |
| 107% Temps: 1:37.129 |    |                   |                      |          |          |          |         |
| 22                   | 13 | Pastor Maldonado  | Lotus-Renault        | S.T.     |          |          | 204     |
| Font                 |    |                   |                      |          |          |          |         |

Notes
- ^1  — Valtteri Bottas penalitzà 5 llocs en la graella de sortida per canviar la caixa de canvis.
- ^2  — Esteban Gutiérrez penalitzà 5 llocs en la graella de sortida per canviar la caixa de canvis.
- ^3  — Romain Grosjean sortí des del Pit Lane per canviar el cotxe en el parc tancat.
- ^4  — Pastor Maldonado no superà el 107% del millor temps en la Q3 però sortí a la graella per decisió dels comissaris.

## Resultats de la Cursa
| Pos                                 | No | Pilot             | Constructor          | Voltes | Temps / Retirada | Pos.Sortida | Punts |
| ----------------------------------- | -- | ----------------- | -------------------- | ------ | ---------------- | ----------- | ----- |
| 1                                   | 6  | Nico Rosberg      | Mercedes             | 57     | 1:32:58.710      | 3           | 25    |
| 2                                   | 20 | Kevin Magnussen   | McLaren-Mercedes     | 57     | +26.7 s          | 4           | 18    |
| 3                                   | 22 | Jenson Button     | McLaren-Mercedes     | 57     | +30.0 s          | 10          | 15    |
| 4                                   | 14 | Fernando Alonso   | Ferrari              | 57     | +35.2 s          | 5           | 12    |
| 5                                   | 77 | Valtteri Bottas   | Williams-Renault     | 57     | +47.6 s          | 15          | 10    |
| 6                                   | 27 | Nico Hülkenberg   | Force India-Mercedes | 57     | +50.7 s          | 7           | 8     |
| 7                                   | 7  | Kimi Räikkönen    | Ferrari              | 57     | +57.6 s          | 11          | 6     |
| 8                                   | 25 | Jean-Éric Vergne  | Toro Rosso-Renault   | 57     | +1'00''.4 min.   | 6           | 4     |
| 9                                   | 26 | Daniïl Kviat      | Toro Rosso-Renault   | 57     | +1'03".5 min.    | 8           | 2     |
| 10                                  | 11 | Sergio Pérez      | Force India-Mercedes | 57     | +1'25".9 min.    | 16          | 1     |
| 11                                  | 99 | Adrian Sutil      | Sauber-Ferrari       | 56     | + 1 Volta        | 13          |       |
| 12                                  | 21 | Esteban Gutiérrez | Sauber-Ferrari       | 56     | + 1 Volta        | 20          |       |
| 13                                  | 4  | Max Chilton       | Marussia-Ferrari     | 55     | + 2 Voltes       | 17          |       |
| Ret                                 | 17 | Jules Bianchi     | Marussia-Ferrari     | 49     | + 8 Voltes       | 18          |       |
| Ret                                 | 8  | Romain Grosjean   | Lotus-Renault        | 43     | + 14 Voltes      | 22          |       |
| Ret                                 | 13 | Pastor Maldonado  | Lotus-Renault        | 29     | + 28 Voltes      | 21          |       |
| Ret                                 | 9  | Marcus Ericsson   | Caterham-Renault     | 27     | + 30 Voltes      | 19          |       |
| Ret                                 | 1  | Sebastian Vettel  | Red Bull-Renault     | 3      | + 54 Voltes      | 12          |       |
| Ret                                 | 44 | Lewis Hamilton    | Mercedes             | 2      | Avaria           | 1           |       |
| Ret                                 | 19 | Felipe Massa      | Williams-Renault     | 0      | Accident         | 9           |       |
| Ret                                 | 10 | Kamui Kobayashi   | Caterham-Renault     | 0      | Accident         | 14          |       |
| DSQ5                                | 3  | Daniel Ricciardo  | Red Bull-Renault     | 57     | +24.5 s          | 2           |       |
| Volta ràpida: Nico Rosberg 1:32.478 |    |                   |                      |        |                  |             |       |
| Font                                |    |                   |                      |        |                  |             |       |

- ^5  - Daniel Ricciardo va acabar 2n la cursa, però va ser desqualificat després de trobar que el seu cotxe havia superat el límit de cabal de combustible permès.